# Sam Cross
Sam Cross (Abergavenny, 26 de agosto de 1992) é um jogador de rugby sevens galês, medalhista olímpico

## Carreira
Sam Cross integrou o elenco da Seleção Britânica de Rugbi de Sevens, na Rio 2016, conquistando a medalha de prata.